# Bönälvens revir
Bönälvens revir var ett skogsförvaltningsområde inom Övre Norrbottens överjägmästardistrikt, Norrbottens län, som omfattade av Nederkalix socken delarna norr om Haparandabanan och väster om Kalix älv samt av Överkalix socken trakten väster om Kalix älv med undantag av vissa delar av kronoparkerna Ängeså, Palovinsa, Rönsjärv och Tallberget. Reviret, som var indelat i fyra bevakningstrakter, omfattade 1920 en areal av 92 927 hektar allmänna skogar, varav sex kronoparker med en areal av 91 976 hektar.